# Landkreis Hirschberg im Riesengebirge

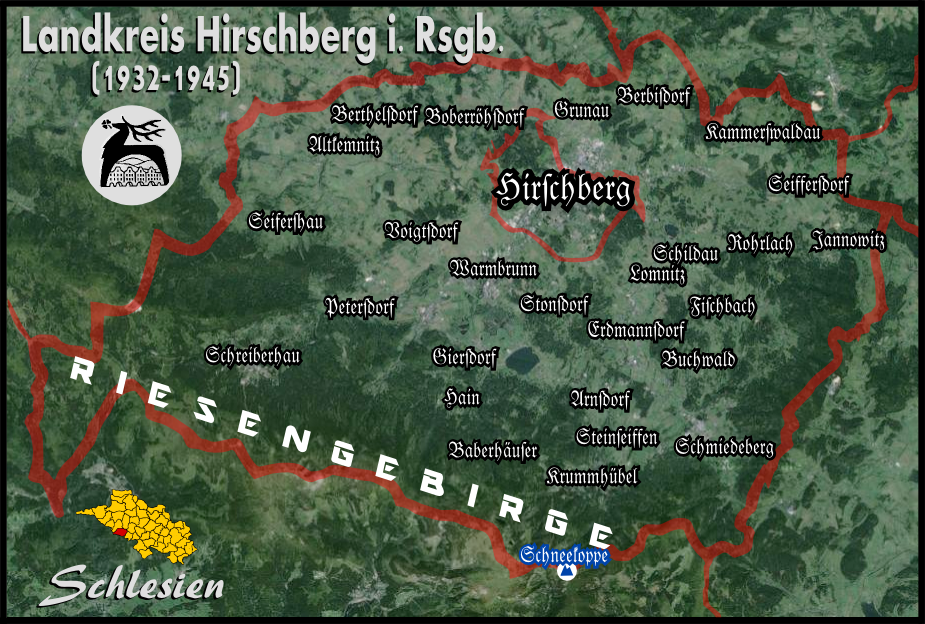
Karte des Landkreises Hirschberg (1932–1945)

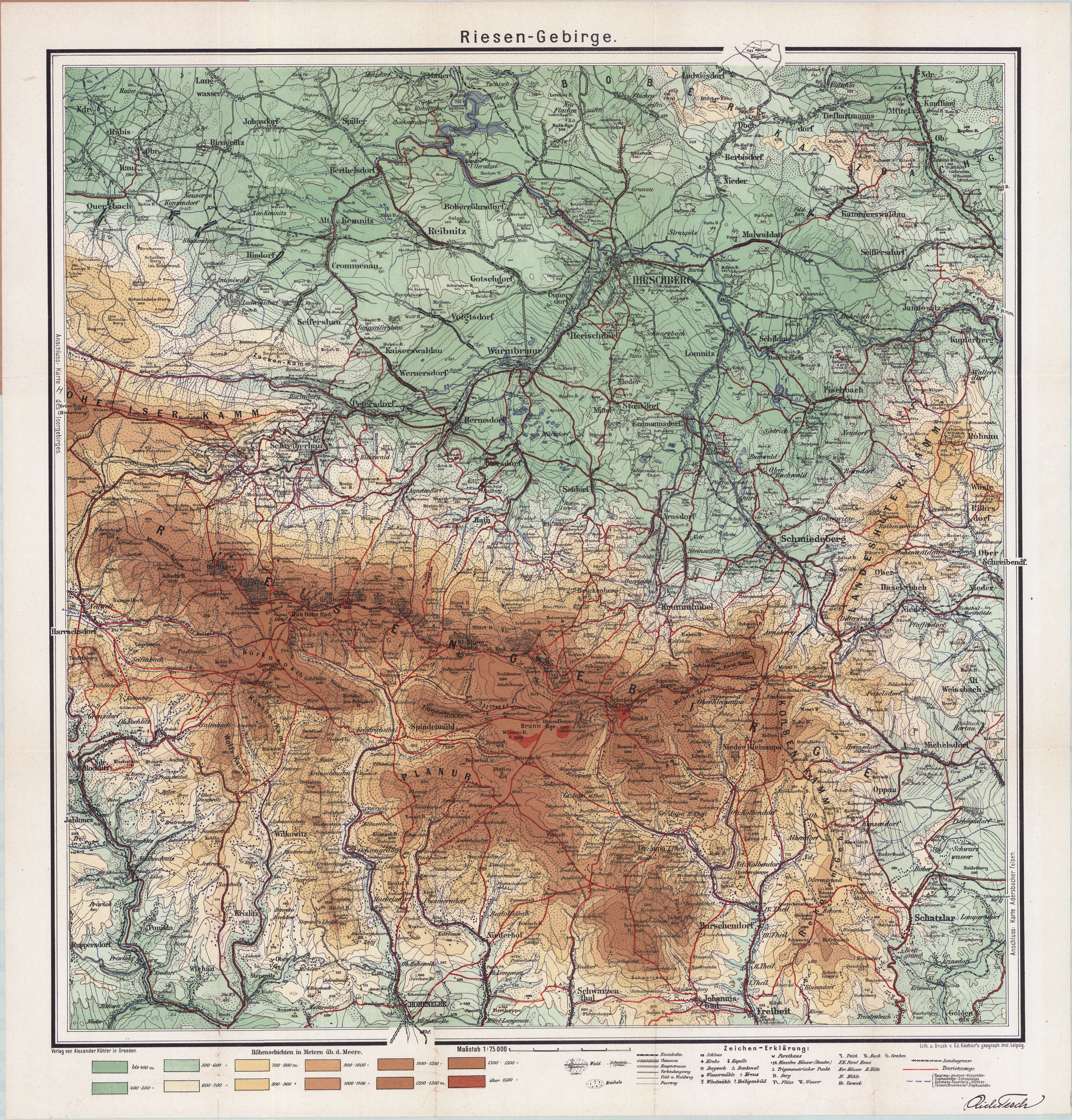
Das Riesengebirge mit der Schneekoppe und der Stadt Hirschberg nördlich davon auf einer Landkarte um ca. 1900

Der Landkreis Hirschberg i. Rsgb. war ein preußischer Landkreis in Schlesien, der von 1742 bis 1945 bestand. Seine Kreisstadt war die Stadt Hirschberg im Riesengebirge, die seit 1922 einen eigenen Stadtkreis bildete. Der polnische Nachfolger des Landkreises ist der Powiat Karkonoski in der Wojewodschaft Niederschlesien.

## Verwaltungsgeschichte

### Königreich Preußen
Nach der Eroberung des größten Teils von Schlesien durch Preußen im Jahre 1741 wurden durch die königliche Kabinettsorder vom 25. November 1741 in Niederschlesien die preußischen Verwaltungsstrukturen eingeführt. Dazu gehörte die Einrichtung zweier Kriegs- und Domänenkammern in Breslau und Glogau sowie deren Gliederung in Kreise und die Einsetzung von Landräten zum 1. Januar 1742.
Im Fürstentum Jauer, einem der schlesischen Teilfürstentümer, wurden aus alten schlesischen Weichbildern die preußischen Kreise Hirschberg, Jauer und Löwenberg-Bunzlau gebildet. Als erster Landrat des Kreises Hirschberg wurde Conrad Gottlieb von Zedlitz eingesetzt.
Der Kreis Hirschberg unterstand zunächst der Kriegs- und Domänenkammer Glogau. Bei der Einrichtung von vier schlesischen Regierungsbezirken im Zuge der Stein-Hardenbergischen Reformen wurde der Kreis 1815 dem Regierungsbezirk Reichenbach der Provinz Schlesien zugeordnet. Zum 1. Januar 1818 wurde aus dem Nordteil des Kreises Hirschberg der neue Kreis Schönau gebildet.  Nach der Auflösung des Regierungsbezirks Reichenbach wurde der Kreis Hirschberg am 1. Mai 1820 dem Regierungsbezirk Liegnitz zugeteilt.

### Norddeutscher Bund/Deutsches Reich
Seit dem 1. Juli 1867 gehörte der Kreis zum Norddeutschen Bund und ab dem 1. Januar 1871 zum Deutschen Reich. Zum 8. November 1919 wurde die Provinz Schlesien aufgelöst. Aus den Regierungsbezirken Breslau und Liegnitz wurde die neue Provinz Niederschlesien gebildet. Zum 1. April 1922 wurde die Stadt Hirschberg zu einem eigenen Stadtkreis erhoben. Damit erhielt der Kreis Hirschberg die Bezeichnung Landkreis.
Am 1. Januar 1924 wurde der Gutsbezirks Hartau aus dem Landkreis Hirschberg in den Stadtkreis Hirschberg eingegliedert. Am 9. Juli 1927 erhielt der Landkreis Hirschberg, der bisher auch den Zusatz i. Schles. trug, die neue Bezeichnung Hirschberg im Riesengebirge. Es setzte sich bald die amtliche Schreibweise Hirschberg i. Rsgb. durch. Am 17. Oktober 1928 wurde der Gutsbezirk Schwarzbach aus dem Landkreis in den Stadtkreis Hirschberg eingegliedert. Zum 30. September 1928 fand im Landkreis entsprechend der Entwicklung im übrigen Freistaat Preußen eine Gebietsreform statt, bei der nahezu alle Gutsbezirke aufgelöst und benachbarten Landgemeinden zugeteilt wurden.
Zum 1. Oktober 1932 wurden die Stadt Kupferberg (kleinste Stadt Preußens im Riesengebirge) sowie die Landgemeinden Boberstein, Dreschburg, Eichberg, Jannowitz, Kammerswaldau, Maiwaldau, Nieder Berbisdorf, Ober Berbisdorf, Rohrlach, Schildau, Seiffersdorf, Waltersdorf aus dem aufgelösten Kreis Schönau in den Landkreis Hirschberg eingegliedert. Gleichzeitig gab der Landkreis die Landgemeinden Röhrsdorf (Riesengebirge) und Rothenzechau an den Kreis Landeshut ab.
Am 1. April 1938 wurden die preußischen Provinzen Niederschlesien und Oberschlesien zur neuen Provinz Schlesien zusammengeschlossen, die zum 18. Januar 1941 wieder aufgelöst wurde. Aus den Regierungsbezirken Breslau und Liegnitz wurde die neue Provinz Niederschlesien gebildet.
Im Frühjahr 1945 wurde das Kreisgebiet von der Roten Armee besetzt. Im Sommer 1945 wurde das Kreisgebiet von der sowjetischen Besatzungsmacht gemäß dem Potsdamer Abkommen unter polnische Verwaltung gestellt. Im Kreisgebiet begann daraufhin der Zuzug polnischer Zivilisten, die zum Teil aus den an die Sowjetunion gefallenen Gebieten östlich der Curzon-Linie kamen. In der Folgezeit wurde die deutsche Bevölkerung größtenteils aus dem Kreisgebiet vertrieben.

## Einwohnerentwicklung
| Jahr | Einwohner | Quelle |
| ---- | --------- | ------ |
| 1795 | 77.787    | [ 10 ] |
| 1819 | 47.619    | [ 11 ] |
| 1846 | 57.069    | [ 12 ] |
| 1871 | 63.189    | [ 13 ] |
| 1885 | 69.732    | [ 14 ] |
| 1900 | 78.188    | [ 15 ] |
| 1910 | 87.952    | [ 15 ] |
| 1925 | 69.958    | [ 16 ] |
| 1939 | 79.918    | [ 16 ] |

## Landräte
1742–176900Conrad Gottlieb von Zedlitz
1769–180500Otto Friedrich Conrad von Zedlitz
1805–181800Franz Anton von Vogten und Westerbach
1818–183200Karl von Vogten und Westerbach (1771–1844)
1832–184500Gustav von Matuschka (1793–1868)
1845–184900Wilhelm zu Stolberg-Wernigerode (1807–?)
1849–000000Hugo von Graevenitz (1822–1911)
1867–187000Hans von Kanitz (1841–1913) (kommissarisch)
1874–189400Heinrich IX. Reuß zu Köstritz (1827–1898)
1894–190200Maximilian von Küster-Lomnitz (1844–1902)
1902–191300August von Pückler (1864–1937)
1913–192600Rudolf von Bitter (1880–1957)
1926–193300Kurt Schmeisser (1889–1958)
1933–193700Friedrich von Alten (1888–1944)
1937–193900Fritz Schmige (1880–1974)
1939–194100Arthur Joachim
1941–194200Walter Bitter
1942–194500Georg von Schellwitz (1897–1974)
19450000000Georg Geist (1895–1974) (kommissarisch)

## Kommunalverfassung
Der Kreis Hirschberg gliederte sich seit dem 19. Jahrhundert in Städte, in Landgemeinden und Gutsbezirke. Mit Einführung des preußischen Gemeindeverfassungsgesetzes vom 15. Dezember 1933 gab es ab dem 1. Januar 1934 eine einheitliche Kommunalverfassung für alle preußischen Gemeinden. Mit Einführung der Deutschen Gemeindeordnung vom 30. Januar 1935 trat zum 1. April 1935 im Deutschen Reich eine einheitliche Kommunalverfassung in Kraft, wonach die bisherigen Landgemeinden nun als Gemeinden bezeichnet wurden. Eine neue Kreisverfassung wurde nicht mehr geschaffen; es galt weiterhin die Kreisordnung für die Provinzen Ost- und Westpreußen, Brandenburg, Pommern, Schlesien und Sachsen vom 19. März 1881.

## Gemeinden
Der Landkreis umfasste zuletzt drei Städte und 53 Landgemeinden:
- Agnetendorf
- Altkemnitz
- Arnsdorf
- Bad Warmbrunn, Stadt
- Bärndorf
- Berbisdorf
- Berthelsdorf
- Boberröhrsdorf
- Boberstein
- Boberullersdorf
- Buchwald
- Buschvorwerk
- Eichberg
- Fischbach
- Gebirgsbauden
- Giersdorf
- Glausnitz
- Gotschdorf
- Grunau
- Hain
- Hartau
- Hermsdorf (Kynast)
- Hindorf
- Hohenwiese
- Jannowitz
- Kaiserswaldau
- Kammerswaldau
- Krommenau
- Krummhübel
- Kupferberg i. Rsgb., Stadt
- Lomnitz
- Ludwigsdorf
- Maiwaldau
- Märzdorf
- Neudorf
- Neukemnitz
- Petersdorf
- Quirl
- Reibnitz
- Rohrlach
- Saalberg
- Schildau
- Schmiedeberg i. Rsgb., Stadt
- Schreiberhau
- Schwarzbach
- Seidorf
- Seifershau
- Seiffersdorf
- Södrich
- Steinseiffen
- Stonsdorf
- Straupitz
- Voigtsdorf
- Waltersdorf
- Wernersdorf
- Zillerthal-Erdmannsdorf

Zum Landkreis gehörte außerdem der Forstgutsbezirk Riesengebirge. Bis 1938 verloren die folgenden Gemeinden ihre Eigenständigkeit:
- Arnsberg, am 1. April 1938 zu Schmiedeberg
- Dreschburg, am 1. Juli 1934 zu Kupferberg
- Erdmannsdorf, am 1. April 1937 zu Zillerthal-Erdmannsdorf
- Herischdorf, am 1. Oktober 1941 zu Bad Warmbrunn
- Hohenwaldau, am 1. Juli 1929 zu Rothenzechau
- Cunnersdorf, am 27. Februar 1922 zu Hirschberg
- Nieder Berbisdorf, am 1. Juli 1934 zu Berbisdorf
- Ober Berbisdorf, am 1. Juli 1934 zu Berbisdorf
- Querseiffen, am 1. April 1938 zu Krummhübel
- Zillerthal, am 1. April 1937 zu Zillerthal-Erdmannsdorf